# Romániai forgalmi rendszámok

Jelenlegi román forgalmi rendszám.

A román forgalmi rendszámok általános formája 1992-től napjainkig a következő: Euroband, majd egy karaktersorozat: XX NN YYY, amelyben XX a megyék (románul județ) kódja, NN egy kétjegyű szám, YYY pedig három betű.
Románia 2007. január 1-jén Bulgáriával együtt csatlakozott az Európai Unióhoz (EU). Azóta kétféle rendszám hivatalos: az egyik Románia zászlajával, a másik az Európai Unió zászlajával. Előbbiből újat csak a hadsereg bocsáthat ki.

## A régi rendszámtábla

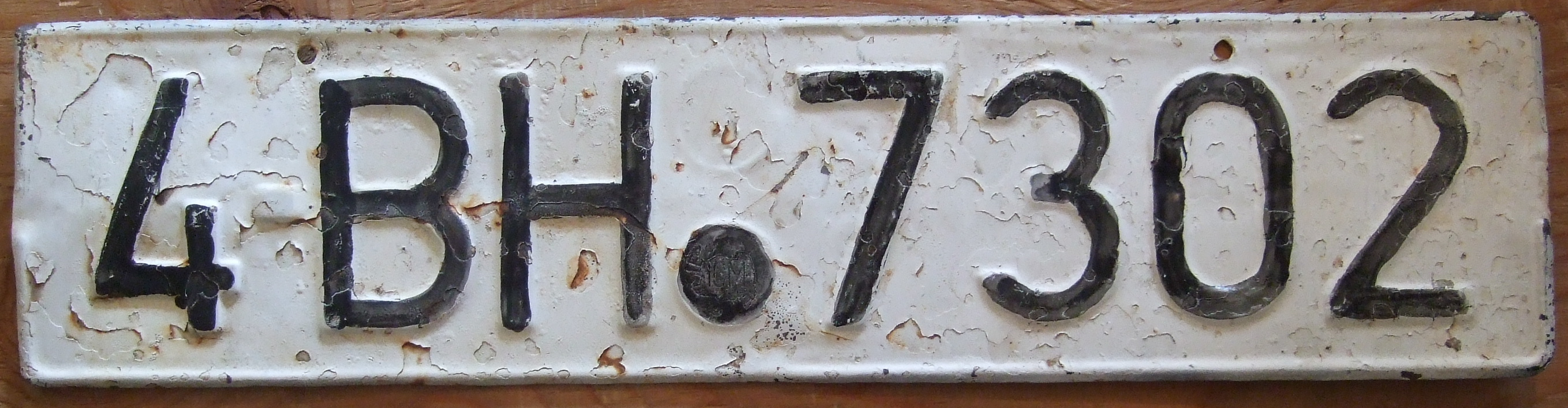
1992 előtt kibocsátott rendszám

Romániában 1992-ig másfajta forgalmi rendszám létezett, amely így nézett ki: N XX NNNN / NN XX NNNN / N XX NNNNN / NN XX NNN (csak az államiaknak). Pl.: 5 MS 7767 (szám, megye, szám). Ezek cseréje 2000-re fejeződött be a forgalomban lévő gépjárműveken.

## Jelenlegi rendszámok

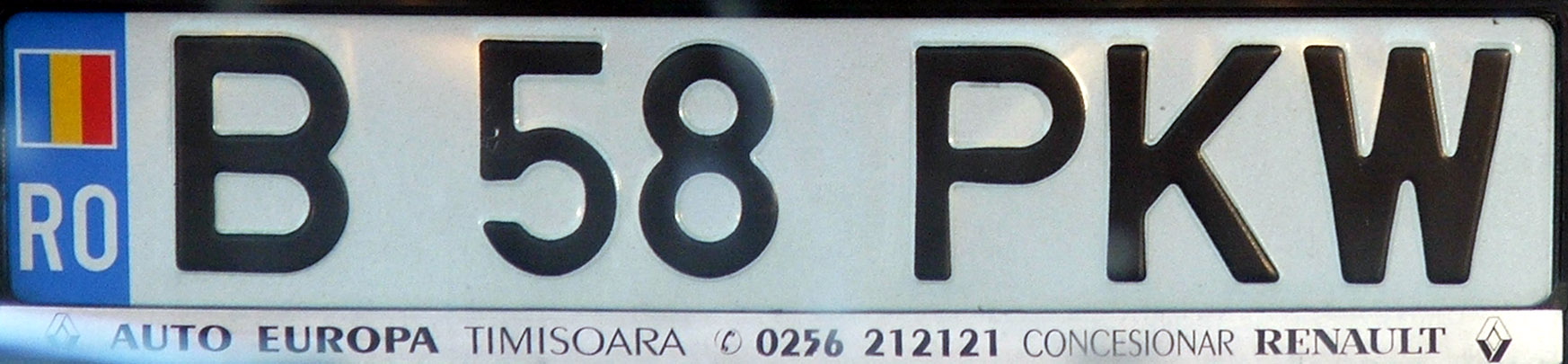
1992-es rendszám
B = Bukarest

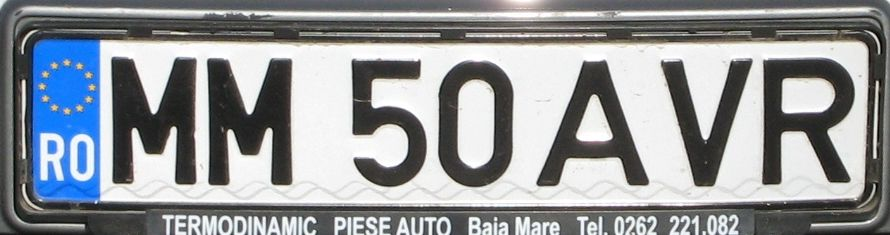
2007 utáni rendszám
MM = Máramaros

### 1992-es sorozat
A jelenleg is használatos általános formátum XX NN YYY, ahol az XX a megye betűkódja, NN egy kétjegyű szám, YYY pedig három, szekvenciális sorrendben kijelölt betű. Ez alól kivételt csak a fővárosban kibocsátott táblák képeznek, mivel ezek B NN YYY vagy B NNN YYY, B lévén Bukarest kódja.
Méretei megfelelnek az európai szabványnak: az egysoros 520 mm * 110 mm; a kétsoros: 340 mm * 220 mm. A rendszám bal szélén egy 40 mm széles függőleges kék sávban felül az Románia zászlaja, alatta fehér színnel az RO felirat is megtalálható.
Míg a megyekód minden esetben kötelező, addig egy felár fizetésével az azt követő szám és betűkombináció bizonyos obszcén jellegű szavakra vonatkozó korlátozásoktól eltekintve szabadon választható. A jármű elidegenítése esetén a rendszám ugyancsak egy felár ellenében az eladó által megtartható, később más járműre áthelyezhető; ekkor az eladott járműre az új rendszámot állítanak ki.

### 2007-es sorozat
2007. január 1-jétől (Románia belépése az EU-ba) a rendszám bal szélén lévő román zászlót az Európai Unió zászlaja váltotta fel, alatta fehér színnel az RO felirat ugyanúgy megtalálható. Más paramétereiben a rendszám megegyezik az 1992-es eredetijével.

#### Területi betűkódok
A normál román rendszámok első két karaktere egy területkód. Ezek egy-egy megyét (județ) jelölnek, 42 féle kód lehetséges. Bukarestet önálló megyei önkormányzatként (municípium) kezelik. (Zárójelben a román név szerepel.)

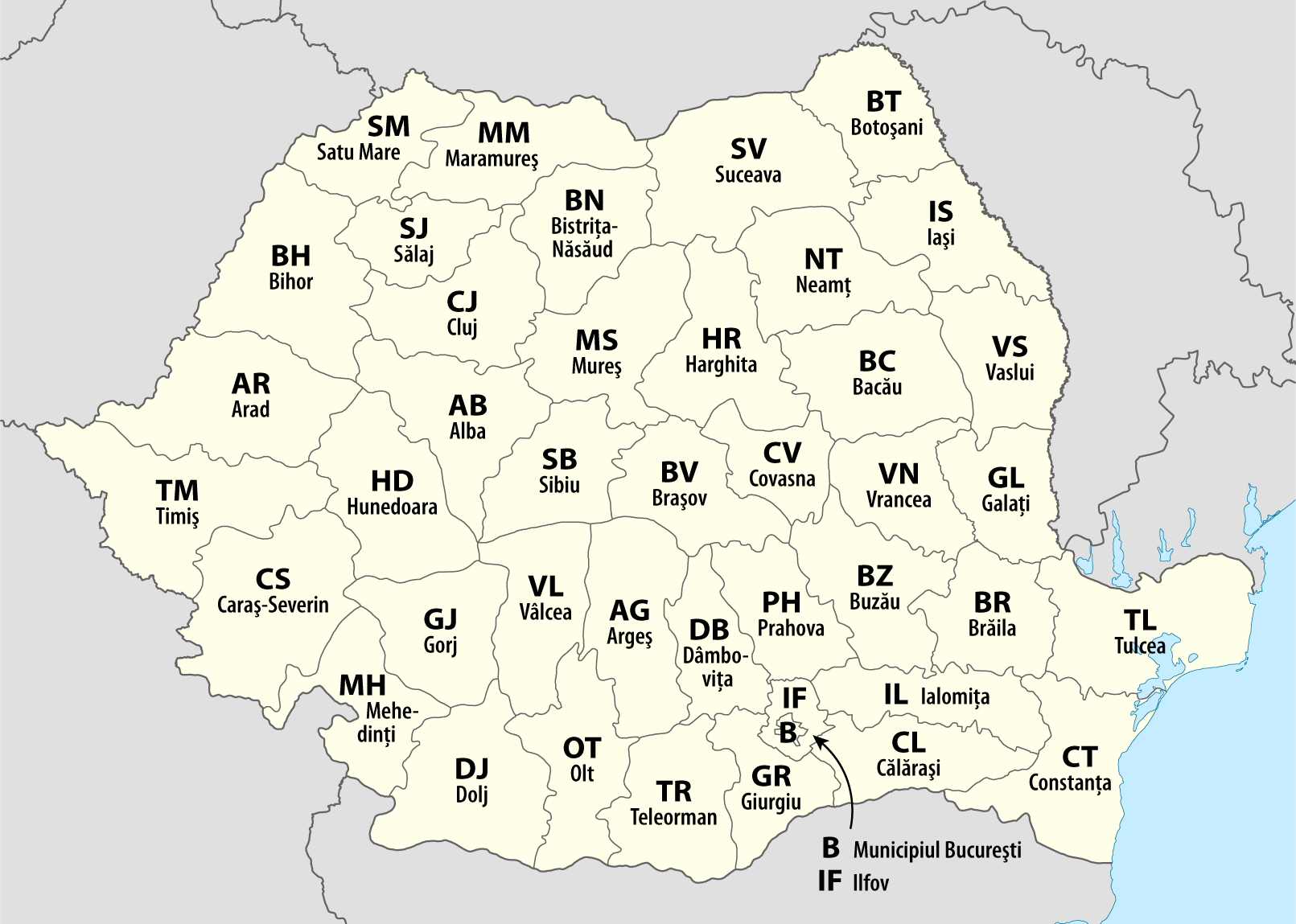
A román forgalmi rendszámok betűkódjainak földrajzi helyzete

| Kód | Megye                              | Székhely         |
| --- | ---------------------------------- | ---------------- |
| AB  | Fehér (Alba)                       | Gyulafehérvár    |
| AG  | Argeș                              | Pitești          |
| AR  | Arad                               | Arad             |
| B   | Bukarest (București)               | (főváros)        |
| BC  | Bákó (Bacău)                       | Bákó             |
| BH  | Bihar (Bihor)                      | Nagyvárad        |
| BN  | Beszterce-Naszód (Bistrița-Năsăud) | Beszterce        |
| BR  | Brăila                             | Brăila           |
| BT  | Botoșani                           | Botosán          |
| BV  | Brassó (Brașov)                    | Brassó           |
| BZ  | Buzău                              | Bodzavásár       |
| CJ  | Kolozs (Cluj)                      | Kolozsvár        |
| CL  | Călărași                           | Călărași         |
| CS  | Krassó-Szörény (Caraș-Severin)     | Resicabánya      |
| CT  | Constanța                          | Konstanca        |
| CV  | Kovászna (Covasna)                 | Sepsiszentgyörgy |
| DB  | Dâmbovița                          | Târgoviște       |
| DJ  | Dolj                               | Craiova          |
| GJ  | Gorj                               | Zsilvásárhely    |
| GL  | Galați                             | Galați           |
| GR  | Giurgiu                            | Gyurgyevó        |
| HD  | Hunyad (Hunedoara)                 | Déva             |
| HR  | Hargita (Harghita)                 | Csíkszereda      |
| IF  | Ilfov                              | Bukarest         |
| IL  | Ialomița                           | Slobozia         |
| IS  | Iași                               | Jászvásár        |
| MH  | Mehedinți                          | Szörényvár       |
| MM  | Máramaros (Maramureș)              | Nagybánya        |
| MS  | Maros (Mureș)                      | Marosvásárhely   |
| NT  | Neamț                              | Karácsonkő       |
| OT  | Olt                                | Slatina          |
| PH  | Prahova                            | Ploiești         |
| SB  | Szeben (Sibiu)                     | Nagyszeben       |
| SJ  | Szilágy (Sălaj)                    | Zilah            |
| SM  | Szatmár (Satu Mare)                | Szatmárnémeti    |
| SV  | Suceava                            | Szucsáva         |
| TL  | Tulcea                             | Tulcsa           |
| TM  | Temes (Timiș)                      | Temesvár         |
| TR  | Teleorman                          | Alexandria       |
| VL  | Vâlcea                             | Râmnicu Vâlcea   |
| VN  | Vrancea                            | Foksány          |
| VS  | Vaslui                             | Vászló           |

## Speciális formátumok

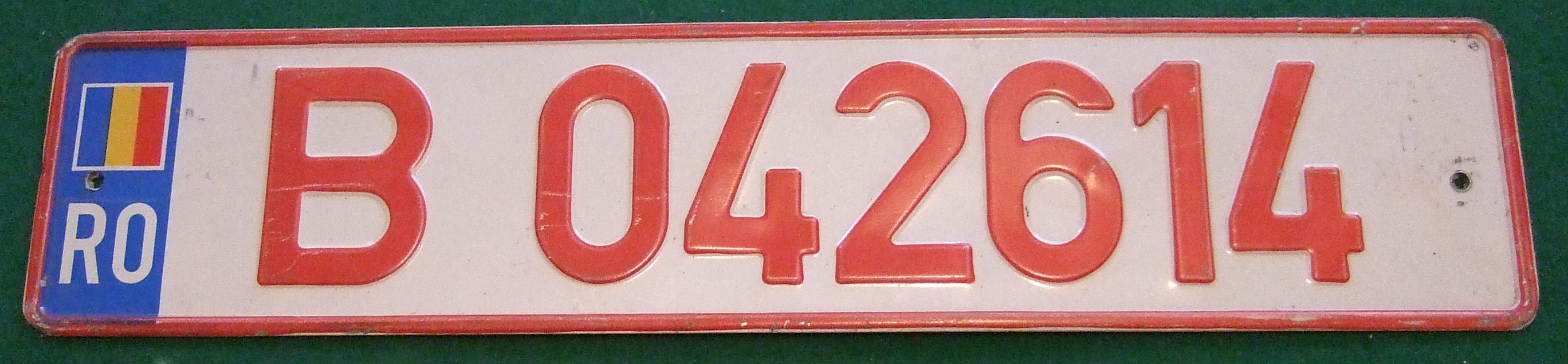
Ideiglenes rendszám

### Ideiglenes rendszámok
A Romániában kibocsátott ideiglenes rendszámok mérete és a rajtuk használt betűtípus megegyezik a normál rendszámoknál alkalmazottakkal. Ezeken is jelen van Euroband, azonban a karakterek színe piros, továbbá a formátum is különböző, mely így egy megyekódot és 3 vagy annál több számjegyet tartalmaz.

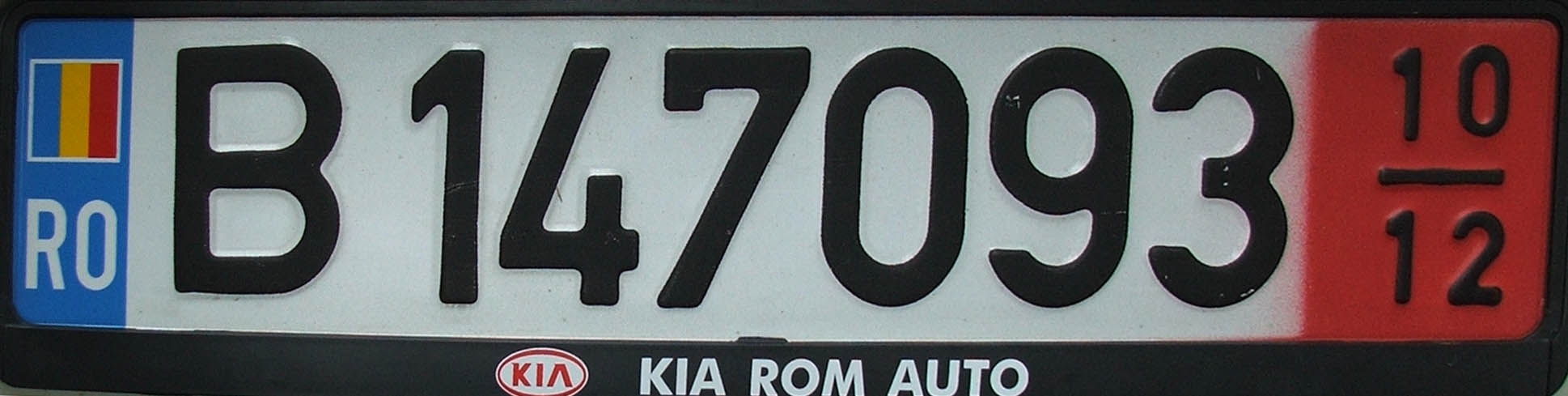
Lízing rendszám

Lehet még találkozni zászlós országjelzéssel ellátott lízing rendszámokkal is. Ezek az ideiglenes rendszámokhoz hasonló formátumúak, azonban a karakterek színe rajtuk fekete, és a rendszámok jobb szélén egy vörös alapszínű részen a rendszám érvényességének végét jelölő hónapot és évszámot tartalmazzák. Ilyen rendszámokat már nem bocsátanak ki, de a régebbi kibocsátásúak érvényesek maradnak.

### Próbarendszámok
Az ideiglenes rendszámokhoz hasonlóan a próbarendszámok bal szélén az Euroband található, majd egy XX NNNN PROBE formátumú kód következik ahol XX a megyekód, NNNN számjegyek, a PROBE pedig egy kisebb méretű karakterekkel ütött szó, mely a próbarendszám szerepére utal. Ilyen rendszámot az autógyárak és gépjármű kereskedők prototípusjárművei, tesztautói kaphatnak. Próbarendszámmal az adott jármű nem hagyhatja el Románia területét.

### A hadsereg rendszámai
A román hadsereg saját hatáskörben, a civil lakosság számára vonatkozó szabályok alól mentesülve bocsátja ki rendszámait a kezelésében álló járművekre. Ezek a rendszámok rendszerint fehér alapon fekete karakterekkel jelölve A XXXXX formátumúak, ahol A az Armata (hadsereg) szót jelöli, amelyet 3-5 számjegy követ. A jelenleg is alkalmazott, 2002 óta kibocsátott rendszámtáblák méreteikben és egyéb műszaki paramétereikben az általános rendszámtáblákhoz hasonlóak, viszont az Euroband csíkon az EU zászlaja helyett az ország zászlaját tartalmazzák.
A 2002 előtt kibocsátott katonai rendszámok az 1992 előtt használt civil rendszámtáblák műszaki paramétereivel rendelkeztek, így nem fényvisszaverő hátterűek és a rajtuk használt betűtípus is elavult. Sok esetben ezek a rendszámok az új járművekre is átkerülnek, így mai napig lehet velük találkozni a forgalomban. Mivel a hadseregre most sem vonatkoznak a civil rendszámokra előírt műszaki követelmények előfordul, hogy egyes járműveket papír alapra nyomtatott rendszámokkal, vagy rendszámtábla nélkül, a jármű karosszériáján jelölt sorozatszámmal hoznak közúti forgalomba.

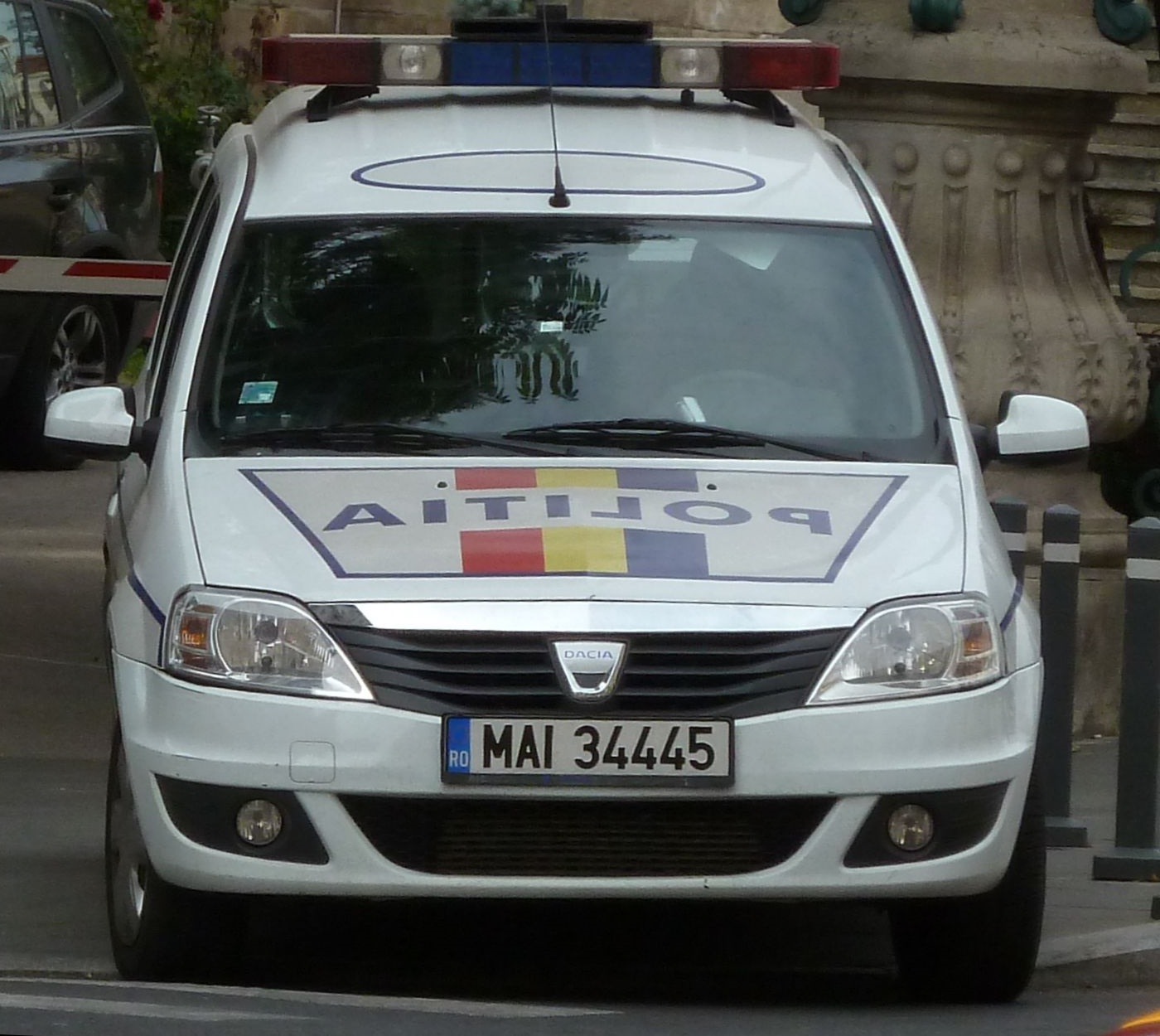
Román rendőrautó MAI rendszámmal

### Belügyi rendszámok
A román belügyminisztérium a hadsereghez hasonlóan saját hatáskörben bocsát ki rendszámokat az alá tartozó szervek járművei számára. Ezek formátuma MAI XXXXX, ahol a MAI a Ministerul Afacerilor Interne (Belügyminisztérium) rövidítése, melyet 3-5 számjegy követ. Ilyen rendszámot kapnak a Rendőrség, a Csendőrség és a Sürgősségi Helyzetek Igazgatóságának járművei. Műszaki paramétereiket tekintve az általános civil rendszámtáblákkal megegyeznek.

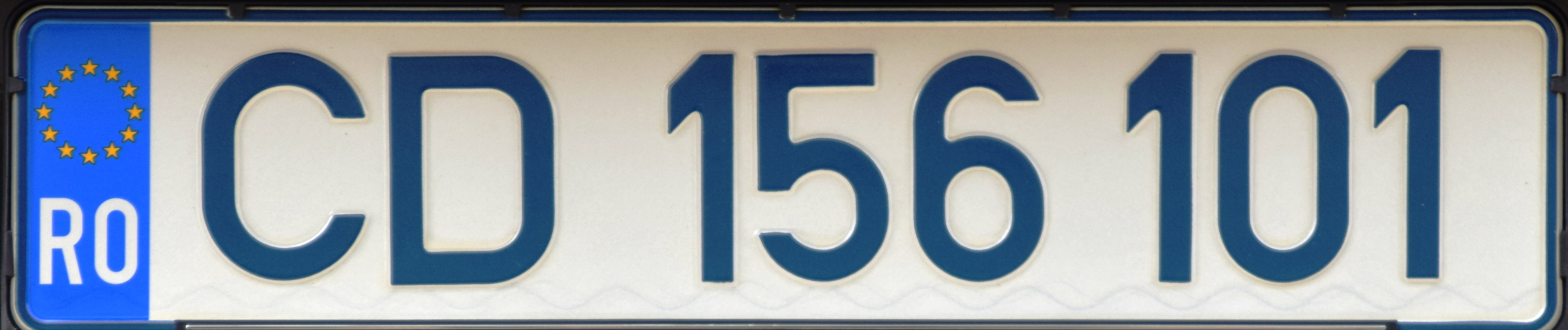
Diplomata rendszám
156 = Oroszország

### Diplomáciai rendszámok
A diplomáciai rendszámok a normál rendszámokkal megegyező műszaki paraméterekkel, de fehér alapon kék karakterekkel rendelkeznek, és megyekód helyett a CD (Corp Diplomatic - Diplomáciai Testület), CO (Corp Oficial - Hivatásos Személyzet) vagy TC (Transport Consular - Konzuli Szállítás) rövidítéseket tartalmazzák, melyet kétszer 3 számjegy követ ahol az első három a diplomáciai képviselet kódja, a második három pedig a járművet használó személy beosztását jelöli. Így például a CD 123 101 sorozat Svájc nagykövetének járművét jelöli (a 101 mindkét számsor esetében a legalacsonyabb lehetséges szám).

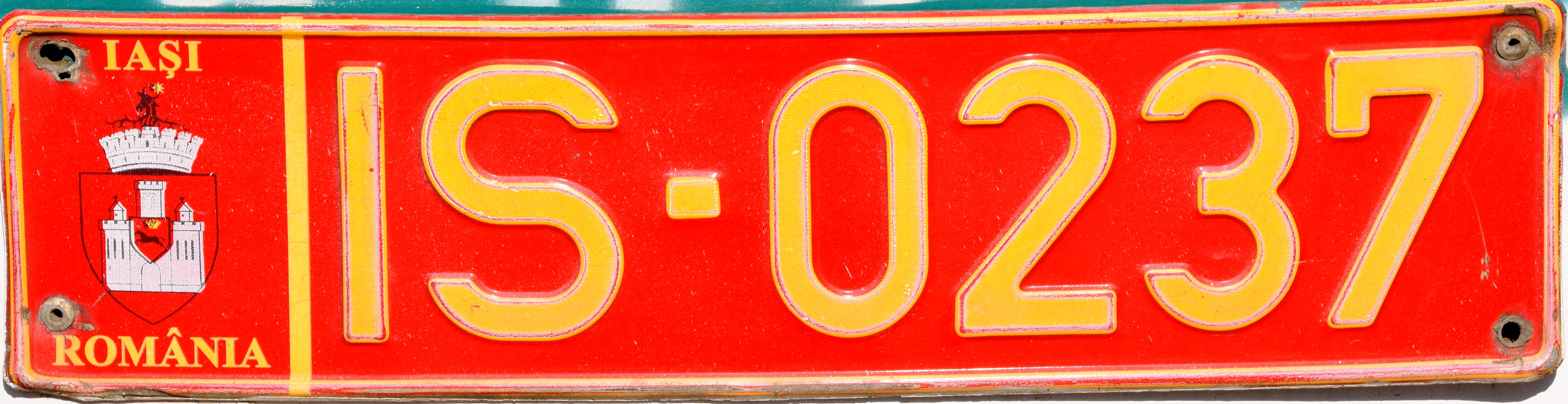
Jászvásári villamos rendszám

Számkódok táblázata (hiányos):
| Kód | Ország        | Kód | Ország        | Kód | Ország       |
| --- | ------------- | --- | ------------- | --- | ------------ |
| 103 | Algéria       | 127 | Németország   | 205 | Horvátország |
| 105 | Ausztria      | 146 | Moldova       | 206 | Azerbajdzsán |
| 111 | Csehország    | 150 | Hollandia     | 211 | USA          |
| 123 | Svájc         | 154 | Lengyelország | 216 | Grúzia       |
| 125 | Finnország    | 166 | Törökország   | 222 | Örményország |
| 126 | Franciaország | 193 | Katar         |     |              |

### Helyi rendszámok
Az egyes települések polgármesteri hivatalai kötelesek saját hatáskörben rendszámokat kiállítani az olyan járművek számára, melyek esetében az állami rendszám nem indokolt (többnyire lovaskocsik, robogók, quadok, villamosok, trolibuszok, mezőgazdasági gépek, munkagépek, takarítógépek stb.). Ezek a rendszámtáblák kötelezően sárga alapon fekete karakterekkel rendelkeznek, de egyéb műszaki és formátumbeli megkötések nincsenek velük szemben. Ezáltal az ilyen rendszámok kinézete és tartalma településenként változik, ennek köszönhetően pedig a legkülönfélébb kombinációkkal és esztétikai gyakorlatokkal lehet találkozni.

## Külső hivatkozások
- Román rendszámok a Plates.Gaja.hu-n
- Román rendszámok a License Plates of the World oldalon
- Román rendszámok a PlatesPortalon